# USL League One
A USL League One, anteriormente conhecida como USL Division III, é uma competição de futebol profissional da United Soccer League, equivalente a terceira divisão no sistema de ligas de futebol dos Estados Unidos. A liga teve a sua primeira temporada em 2019. A liga tem como meta ter times de cidades com população entre 150.000 e um milhão de habitantes.

## História

Logo da USL D3

Em janeiro de 2017 a United Soccer League foi sancionado como segunda divisão ao lado da North American Soccer League. Com isso os Estados Unidos ficou sem uma terceira divisão. No dia 2 de abril de 2017 foi anunciado que a USL lançaria sua própria liga de terceira divisão em 2019.
Na busca de possíveis locais para abrigar times da USL D3, o vice presidente da USL Steven Short fez um tour por várias cidades dos Estados Unidos, dentre elas Lexington, Kentucky, Knoxville, Tennessee, Asheville, Carolina do Norte, Greenville, Carolina do Sul, Columbia, Carolina do Sul, Dayton, Ohio, Toledo, Ohio, Fort Wayne, Indiana , Lansing, Michigan, e Grand Rapids, Michigan.
No dia 25 de janeiro de 2018 o South Georgia Tormenta FC foi anunciado como o primeiro membro fundador da USL Division III, se juntando a liga em 2019.

## Equipes

### Ex-clubes
| Clube                     | Cidade                    | Estádio                   | Capacidade | Temporada Inaugural | Última temporada | Afiliação              | Destino                                                            |
| ------------------------- | ------------------------- | ------------------------- | ---------- | ------------------- | ---------------- | ---------------------- | ------------------------------------------------------------------ |
| Fort Lauderdale CF        | Fort Lauderdale, Flórida  | DRV PNK Stadium           | 18.000     | 2020                | 2021             | Inter Miami CF         | Movido para o MLS Next Pro; agora conhecido como Inter Miami CF II |
| Lansing Ignite FC         | Lansing, Michigan         | Cooley Law School Stadium | 7,527      | 2019                | 2019             | Chicago Fire           | Extinto                                                            |
| New England Revolution II | Foxborough, Massachusetts | Gillette Stadium          | 20.500     | 2019                | 2021             | New England Revolution | Movido para o MLS Next Pro                                         |
| North Texas SC            | Arlington, Texas          | Choctaw Stadium           | 48.114     | 2019                | 2021             | FC Dallas              | Movido para o MLS Next Pro                                         |
| Orlando City B            | Kissimmee, Flórida        | Osceola County Stadium    | 5,400      | 2019                | 2020             | Orlando City           | Atividade suspensa; voltou a jogar em 2022 no MLS Next Pro         |
| Toronto FC II             | Toronto, Ontário, Canadá  | BMO Training Ground       | 1.000      | 2019                | 2021             | Toronto FC             | Movido para o MLS Next Pro                                         |

## Títulos
| Clube                 | USL1 Cup | Títulos | Temporada Reguar | Títulos | Temporadas |
| --------------------- | -------- | ------- | ---------------- | ------- | ---------- |
| North Texas SC        | 1        | 2019    | 1                | 2019    | 2          |
| Greenville Triumph SC | 1        | 2020    | 1                | 2020    | 2          |
| Union Omaha           | 1        | 2021    | 1                | 2021    | 2          |